# Internationaler Tag der Mathematik
Mit dem Internationalen Tag der Mathematik (englisch International Day of Mathematics) soll seit 2020 jährlich am 14. März weltweit zu Ehren der Mathematik gefeiert werden. Das beschloss die UNESCO bereits Ende 2019.

## Geschichte
Der Aktionstag wurde von der UNESCO initiiert. Um auf die Bedeutung und zentrale Rolle der Mathematik hinzuweisen, rief die Internationale Mathematische Union (IMU) gemeinsam mit der UNESCO den 14. März zum Internationalen Tag der Mathematik aus. Der Ausrufung des 14. März eines jeden Jahres als Internationalen Tag der Mathematik hat die 40. Generalkonferenz der UNESCO am 25. November 2019 zugestimmt.
In vielen Ländern der Welt ist der 14. März bereits als Pi-Tag (Pi Day) bekannt und wird gefeiert. Er ist nach der Kreiszahl {\displaystyle \pi } benannt, dem Verhältnis des Umfangs eines Kreises zu seinem Durchmesser, das näherungsweise 3,14 ergibt. Das Datum ist eine Anspielung auf die amerikanische Datumsschreibweise 3/14, die an den gerundeten Wert der Zahl Pi (3,14159…) erinnert. Während sich der Pi-Tag auf die Themen rund um Pi beschränkt, steht beim Internationalen Tag der Mathematik – trotz mancher Parallelen – die Mathematik in ihrer gesamten Vielfalt und Allgegenwärtigkeit im Fokus.
Der Internationale Tag der Mathematik wird durch eine dazugehörige Website kommuniziert und unterstützt, die von der gemeinnützigen Organisation IMAGINARY, die sich auf die Kommunikation moderner Mathematik spezialisiert hat, entwickelt wurde.

## Themen der Jahre 2020 bis 2025
- 2020: Mathematics is Everywhere
- 2021: Mathematics for a Better World
- 2022: Mathematik Unites
- 2023: Mathematik für alle
- 2024: Spiele mit Mathematik
- 2025: Mathematik, Kunst und Kreativität[6]